# 三河海老駅

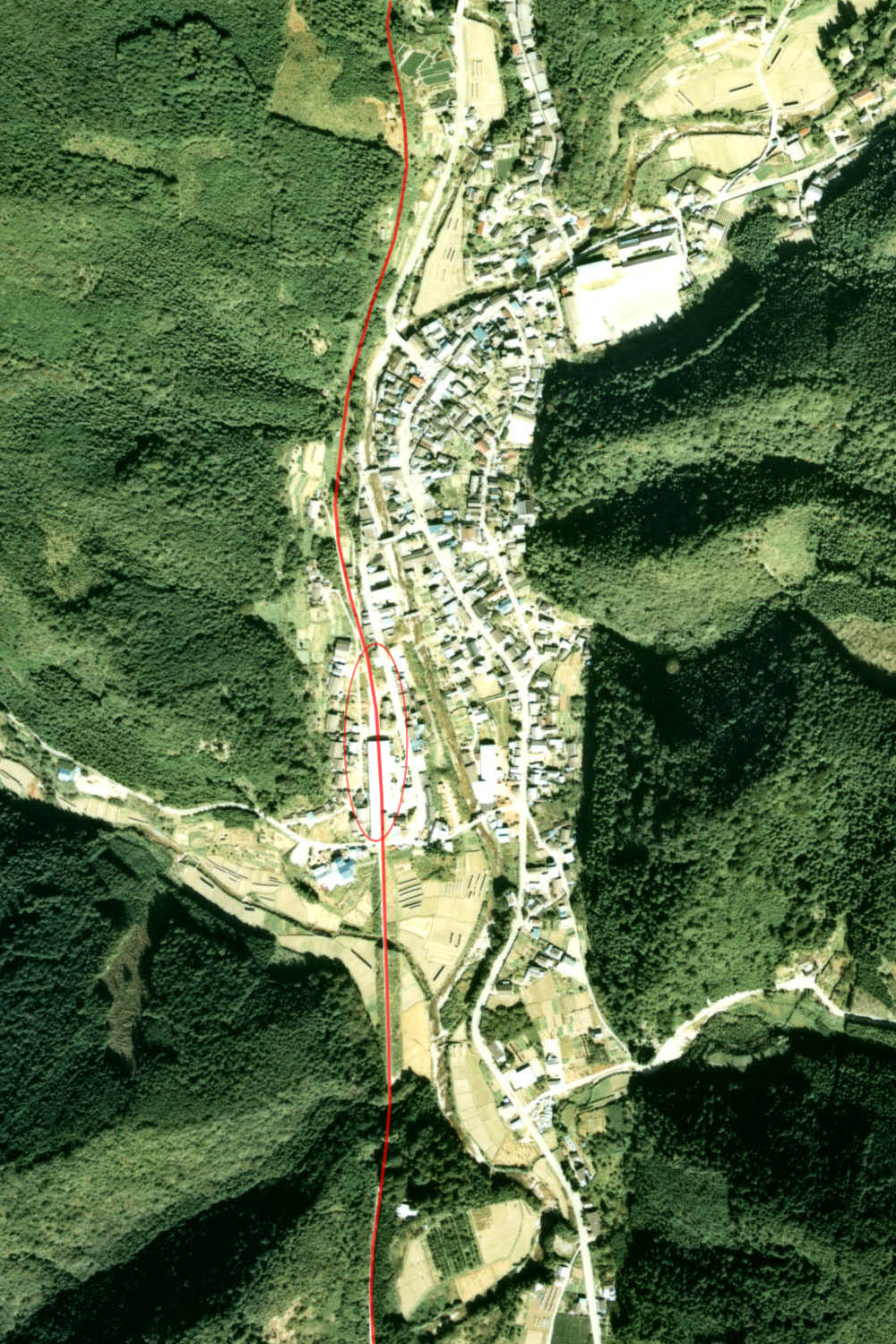
1977年の三河海老駅跡とその周囲。赤で囲った場所に駅があった。赤い線は田口線の廃線跡。

三河海老駅（みかわえびえき）は、かつて愛知県新城市海老字千原田に存在した豊橋鉄道田口線の駅である。
1929年（昭和4年）に田口鉄道により開業。1956年（昭和31年）に豊橋鉄道の駅となるが、1968年（昭和43年）に路線の廃線に伴って廃止された。南設楽郡海老町（廃止時は鳳来町、現・新城市）にあった駅の一つである。

## 歴史
当駅のあった海老は、豊橋と長野県の飯田を結ぶ「伊那街道」の宿場町として発展した地域である。明治に入ってもなお街道の賑わいとともにあり、次第に人口も増加して1894年（明治27年）には町制をしいて海老町となった。
海老町に鉄道が伸びるのには時間を要した。
1894年に、官営鉄道が通じていた豊橋駅を起点とする東参鉄道が海老村（当時）までの路線敷設を申請したが、先願の豊川鉄道に敷設権を取られ、同じ南設楽郡内の大海駅までの1900年（明治33年）の延伸に止まった。現在のJR飯田線南部にあたる区間である。
大正に入ってからは1923年（大正12年）に、豊川鉄道の姉妹会社鳳来寺鉄道が、大海駅から宇連川に沿って路線を伸ばした。海老町はこれらの鉄道網からは外れていたが、豊川鉄道大海駅延伸に伴い駅と町の間で乗合馬車が営業を開始し、1919年（大正8年）には大海から海老を経て田口（現・設楽町田口）へ至る路線バスが開通するなど、交通機関は確保されていた。
当駅を開設した田口鉄道は、上記の豊川鉄道・鳳来寺鉄道の系列会社である。当駅は、同鉄道の第一期線にあたる鳳来寺口駅（後の本長篠駅） - 当駅間の開通に伴って、1929年（昭和4年）5月22日に開業した。よって、開通時は路線の終着駅であった。海老以北、第二期線の当駅 - 清崎駅間は1930年（昭和5年）に開通、その後第三期線が1932年（昭和7年）に田口の三河田口駅まで開通して、鳳来寺口駅 - 三河田口駅間が全通している。鉄道の開通は、町に人口の減少という影響を与えた。これは、鉄道開通により中心地としての役割が薄れて人々が都会へと出ていくことが多くなったためであった。
戦後の1956年（昭和31年）10月1日、田口鉄道は豊橋鉄道に合併された。これに伴い、当駅は豊橋鉄道田口線の駅となった。
それから8年後の1964年（昭和39年）、豊橋鉄道は赤字の拡大に伴って田口線の廃止を決定する。田口線は1968年（昭和43年）の廃止までに数度台風の被害に遭い、最終的な運転区間は本長篠駅 - 当駅間となり当駅が再度終点になっていた。9月1日付で路線は廃線、バスへの転換が実施され、駅もあわせて廃止された。
2012年（平成24年）現在、本長篠駅と設楽町田口を結ぶのは豊鉄バス田口新城線で、新城市民病院から本長篠駅前経由で田口まで運行されている。海老地内では、バスは愛知県道32号長篠東栄線（伊那街道）を走行しており、駅のあった字千原田の北東にあたる字南貝津に「海老」バス停が設置されている。

## 構造
相対式2面2線と本長篠方折返しの片面1線で構成された、列車の行き違いが可能な交換駅であった。構内には車庫や変電所があるなど、同線の中枢として機能していた。
有人駅であり、1956年（昭和31年）の時点で駅長を含めて7人配置されていた。

## 利用状況
1957年度の乗車人員は12万7千人（1日平均348人）で、そのうち4割にあたる5万6千人が定期乗車券での利用客であった。これは、田口線全11駅では本長篠駅・鳳来寺駅・三河田口駅に次いで4番目に多い。
一方同年度における貨物取扱量は、発送が2,783トン、到着が506トンであった。田口線の貨物取扱駅は7駅あったが、取扱量はその中では少なく上から6番目である。

## 駅の跡地
駅の跡地は整地され駐車場となっているほか、本長篠側に新城市海老構造改善センターがある。

駅舎と変電所は廃止後も残っていたが、1994年（平成6年）に解体された。

2016年3月末までは、跡地に本長篠駅前 - 海老車庫前間の系統のみ発着した「海老車庫前」という名称のバス停もあったが、前述の新城市民病院 - 田口間の系統は海老車庫前は経由しなかった。

## 隣の駅
豊橋鉄道
田口線
三河大石駅 - 三河海老駅 - 滝上駅